# Гаррієт Бічер-Стоу
Га́ррієт Єлі́забет Бі́чер Сто́у  (англ. Harriet Elizabeth Beecher Stowe; [stoʊ]; 14 червня 1811, Лічфілд, Коннектикут, США — 1 липня 1896, Гартфорд, Коннектикут, США) — американська письменниця, борчиня за ліквідацію рабства, авторка роману «Хатина дядька Тома». Ідея написання роману прийшла до неї після відвідування південних штатів США.

## Життєпис
Народилася в м. Лічфілді (штат Коннектикут) в родині пастора. В родині було 11 дітей, всі сини стали пасторами.
Перша збірка — «Травнева квітка» (1843).
Всесвітнє визнання здобув її твір «Хатина дядька Тома» (1852), в якому розкрита жахлива доля темношкірих рабів. Роман привернув громадську думку до проблеми ліквідації рабства. Прототипом головного героя став Джозайя Хенсон.
1853 року у відповідь на численні напади реакційної преси Бічер-Стоу опублікувала «Ключ до „Хатини дядька Тома“» — публіцистичний коментар до роману.
У романі «Дред, повість про Прокляте Болото» (1856) соціальні питання поставлено гостріше, ніж у «Хатині дядька Тома», але художньо він набагато слабший.
Роман «Хатина дядька Тома» перекладено багатьма мовами. Українською його вперше видано 1918 року. Наприкінці свого життя мала хворобу Альцгеймера.

## Твори
- Травнева квітка (The Mayflower or, Sketches of Scenes and Characters Among the Descendants of the Pilgrims, 1843)
- Хатина дядька Тома (Uncle Tom's Cabin, 1852)
- Ключ до «Хатини дядька Тома» (A Key to Uncle Tom's Cabin, 1853)
- Дред, повість про Прокляте Болото (Dred, A Tale of the Great Dismal Swamp, 1852)
- The Minister's Wooing (1859)
- The Pearl of Orr's Island (1862)
- As «Christopher Crowfield»
  - House and Home Papers (1865)
  - Little Foxes (1866)
  - The Chimney Corner (1868)
- Men of Our Times (1868)
- Old Town Folks (1869)
- Little Pussy Willow (1870)
- Lady Byron Vindicated (1870)
- My Wife and I (1871)
- Pink and White Tyranny (1871)
- Palmetto-Leaves (1873)
- We and Our Neighbors (1875)
- Poganuc People (1878)

### Переклади українською
- Хатина дядька Тома (Одеса, 1937)